# Vale de Cambra
Vale de Cambra ('val(ɨ) dɨ 'kɐ̃bɾɐ) è un comune portoghese di 24 798 abitanti situato nel distretto di Aveiro.

## Società

### Evoluzione demografica
| Popolazione di Vale de Cambra (1801 – 2004) | Popolazione di Vale de Cambra (1801 – 2004) | Popolazione di Vale de Cambra (1801 – 2004) | Popolazione di Vale de Cambra (1801 – 2004) | Popolazione di Vale de Cambra (1801 – 2004) | Popolazione di Vale de Cambra (1801 – 2004) | Popolazione di Vale de Cambra (1801 – 2004) | Popolazione di Vale de Cambra (1801 – 2004) | Popolazione di Vale de Cambra (1801 – 2004) |
| ------------------------------------------- | ------------------------------------------- | ------------------------------------------- | ------------------------------------------- | ------------------------------------------- | ------------------------------------------- | ------------------------------------------- | ------------------------------------------- | ------------------------------------------- |
| 1801                                        | 1849                                        | 1900                                        | 1930                                        | 1960                                        | 1981                                        | 1991                                        | 2001                                        | 2004                                        |
| 9489                                        | 10166                                       | 12264                                       | 15745                                       | 20404                                       | 24224                                       | 24537                                       | 24805                                       | 24761                                       |

## Freguesias
- Arões
- Cepelos
- Junqueira
- Macieira de Cambra
- Roge
- São Pedro de Castelões
- Vila Chã, Codal e Vila Cova de Perrinho